# 49 Девы
49 Девы (лат. 49 Virginis), HD 114038 — двойная звезда в созвездии Девы на расстоянии приблизительно 293 световых лет (около 89,7 парсек) от Солнца. Визуальная звёздная величина звезды — +5,151m. Возраст звезды определён как около 1,33 млрд лет.

## Характеристики
Первый компонент — оранжевый гигант спектрального класса K0, или K0,5IIIbFe-0,5, или K1III, или K2III. Масса — около 2,917 солнечной, радиус — около 13,479 солнечного, светимость — около 87,106 солнечной. Эффективная температура — около 4610 K.
Второй компонент — коричневый карлик. Масса — около 31,34 юпитерианской. Удалён в среднем на 2,137 а.е..